# Georgischlössl

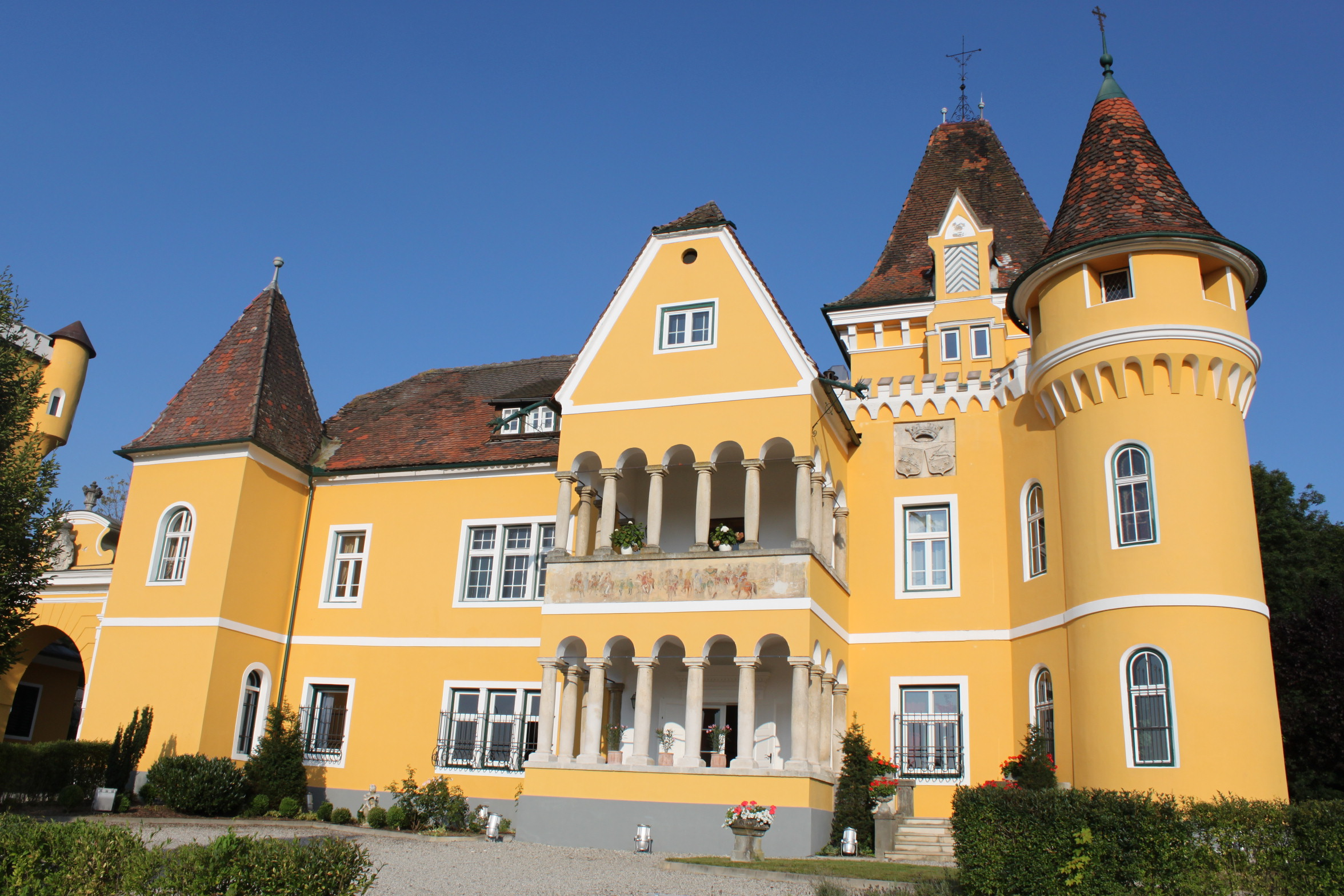
Georgi-Schloss in Ehrenhausen

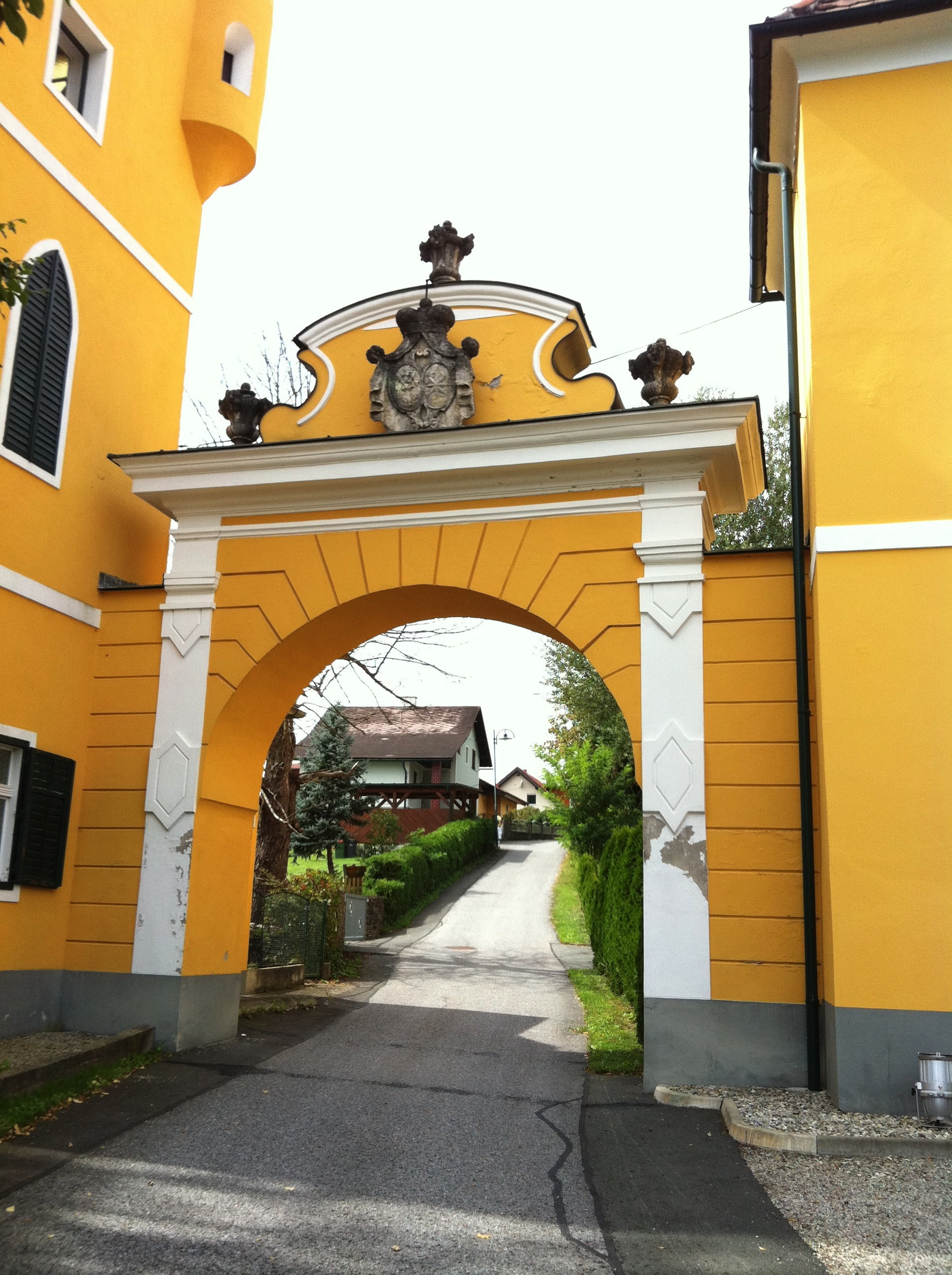
Torbogen beim Georgischlössl

Das Georgischlössl (auch Georgi-Schloss) ist ein Schloss im Tudor-Stil im Ort Ehrenhausen in der Marktgemeinde Ehrenhausen an der Weinstraße in der Steiermark. Das Schloss steht unter Denkmalschutz.

## Geschichte
Das Georgischlössl in Ehrenhausen liegt auf einer kleinen Anhöhe, am Anfang der südsteirischen Weinstraße. Erbaut wurde es vor rund 160 Jahren unter dem Grafen Attems im englischen Tudorstil aus einem kleinen Landhaus. Zwischen 1870 und 1880 gehörte das Anwesen dem Dichter Stefan von Milow.
Dann war das Schloss abwechselnd in den Besitz italienischer, englischer und belgischer Adeliger gekommen, bis es im Zweiten Weltkrieg als Heim für verwundete Soldaten Verwendung fand und nach dem Krieg der englischen Besatzungsmacht anheimfiel. 1960 wurde im Schloss ein Nobel-Buschenschank eröffnet.
Ende der 1990er Jahre wurde der Buschenschank geschlossen und das Anwesen verkauft. Ab 2004 wurde es komplett renoviert. Neben Besichtigungen werden die Räumlichkeiten auch für Veranstaltungen, Seminare vermietet. Sehr bekannt ist das Schloss auch als Hochzeitsschloss an der südsteirischen Weinstraße.
Das Anwesen ist im Besitz der Familie Haring (2015).

## Toranlage der alten Murbrücke
Die Toranlage, welche das Georgischlössl mit dem dazugehörigen Reiterturm verbindet, stammt von der 1739 erbauten und 1901 gänzlich entfernten gedeckten Murbrücke. Die Portale der Murbrücke wurden damals abgetragen. Das vom rechten Murufer stammende Portal wurde, wie es in der Zeit des Historismus üblich war, beim Georgischlössl originalgetreu wieder aufgebaut. Die Wappen auf dem Torbogen stammen von den Familien Leslie und Sternberg.